# Santa Eulalia de Berredo
Berredo (llamada oficialmente Santa Baia de Berredo) es una parroquia española del municipio de La Bola, en la provincia de Orense, Galicia.

## Toponimia
La parroquia también es conocida por el nombre de Santa Eulalia de Berredo.

## Organización territorial
La parroquia está formada por catorce entidades de población:
- A Bola
- Aldea Ferreiro
- Anxá
- Casal do Río
- Covas
- Chaos
- Iglesia (A Eirexa)(Santa Baia da Bola)
- Murzás
- O Castro
- O Outeiro
- O Pazo
- Requeixo
- Seixomil
- Tixosa

## Demografía
| Gráfica de evolución demográfica de Berredo entre 2000 y 2022 |
|                                                               |
| Datos según el nomenclátor publicado por el INE.              |